# Eudo de França
Eudo (em francês:  Eudes) (c. 852 – La Fère, 1 de janeiro de 898), também designado em português como Odão, foi o  Rei da França Ocidental de 888 até sua morte. Era filho de Roberto, o Forte e Adelaide de Tours.
Por suas habilidade e bravura em resistir aos ataques dos Normandos no cerco de Paris, Eudo foi escolhido pelos franceses para seu Rei, quando o Imperador Carlos, o Gordo foi deposto em 887, sendo coroado em Compiègne, no ano de 888. 
Continuou a batalhar contra os normandos, que derrotou em Montfaucon, mas foi logo envolvido em um movimento de alguns nobres poderosos, que reivindicavam para Carlos, depois Carlos III, a Coroa francesa. 
Para ganhar prestígio e força, Eudo contava com a parceria de Arnulfo da Caríntia, Rei da Germânia. Entretanto, Arnulfo voltou-se para o lado de Carlos, tendo Eudo que bater-se com este durante três anos, até a sua rendição, ao norte do distrito do Sena.
Eudo morreu em La Fère, no dia 1 de janeiro de 898.